# Kanton Guayaquil
Der Kanton Guayaquil befindet sich in der Provinz Guayas im zentralen Westen von Ecuador. Er besitzt eine Fläche von 3445 km². Im Jahr 2020 lag die Einwohnerzahl schätzungsweise bei 2.723.660. Verwaltungssitz des Kantons ist die Provinzhauptstadt Guayaquil mit 2.278.691 Einwohnern (Stand 2010). Der Kanton Guayaquil wurde am 25. Juni 1824 eingerichtet.

## Lage
Der Kanton Guayaquil liegt im Südwesten der Provinz Guayas. Der Höhenkamm der Cordillera Chongón Colonche reicht im Westen bis an die Großstadt Guayaquil heran. Der Kanton umfasst das westlich des Golfs von Guayaquil gelegene Tiefland im Osten der Santa-Elena-Halbinsel. Außerdem gehören zum Kanton die Insel Puná, die nördlich von ihr gelegene Sumpfküste sowie die am östlichen Ufer des Golfs von Guayaquil gelegene Parroquia Tenguel.
Der Kanton Guayaquil grenzt im Südwesten an den Kanton Playas, im Westen an den Kanton Santa Elena der Provinz Santa Elena, im Norden an die Kantone Lomas de Sargentillo, Nobol, Daule und Samborondón, im Osten an die Kantone Durán und Naranjal. Die isoliert gelegene Parroquia Tenguel grenzt im Norden an den Kanton Balao, im Osten an den Kanton Camilo Ponce Enríquez der Provinz Azuay sowie im Süden an den Kanton El Guabo der Provinz El Oro.

## Verwaltungsgliederung
Der Kanton Guayaquil ist in folgende 16 Parroquias urbanas („städtisches Kirchspiel“)
- Ayacucho
- Bolívar (Sagrario)
- Chongón
- Febres Cordero
- García Moreno
- Letamendi
- Nueve de Octubre
- Olmedo (San Alejo)
- Pascuales
- Pedro Carbo (Concepción)
- Roca
- Rocafuerte
- Sucre
- Tarqui
- Urdaneta
- Ximena

sowie in die folgenden 5 Parroquias rurales („ländliches Kirchspiel“)
- El Morro
- Juan Gómez Rendón (Progreso)
- Posorja
- Puná
- Tenguel

gegliedert.

## Ökologie
Östlich der Mündung des Río Guayas befindet sich die Reserva Ecológica Manglares Churute. Im Südwesten des Kantons liegt das Schutzgebiet Refugio de Vida Silvestre Manglares El Morro.